# La Rossiade
La Rossiade (en russe : Россиада, Rossiada) est un  poème épique notable de la littérature russe, créé par Mikhaïl Kheraskov.
Le poème, écrit à Saint-Pétersbourg et à Moscou en 1771-1778 et édité l'année suivante, est basé sur la prise de Kazan (1552) par Ivan le Terrible.